# カーマン・ライン

地球大気の鉛直構造（縮尺は無視）

カーマン・ライン（英語: Kármán line）は、海抜高度100キロメートル（62.1マイル）に引かれた仮想のラインである。国際航空連盟 (FAI) によって定められ、このラインを超えた先が宇宙空間、この高度以下は地球の大気圏と定義される。この高度に達した人工物および人間が宇宙飛行を行ったと認定される。カルマン線とも言う。
カーマン・ラインの名は、ハンガリー出身の航空工学者・セオドア・フォン・カルマン（Theodore von Kármán, 英語読みで「カーマン」）に由来する。

## 概要
厳密には地球の大気圏に明確な縁はなく、大気圏は高度が上がるほど希薄になり、その層の重なりは様々な考え方で分類されている。このため、宇宙空間との境界線については分類方法によって非常に異なるものが設定されている。例としてアメリカ軍では50海里（50ノーティカルマイル、92.6km）、連邦航空局では80km以上の高空を宇宙空間と定義しており、アメリカ軍は独自定義以上の高度を飛行した機体の全搭乗員に宇宙飛行士記章 (Astronaut Badge) を授与している。
熱圏や外気圏をも地球の大気圏に含めるならば、宇宙空間との境界線は海抜高度1万キロメートルまで拡大する。
層の重なりについては右図も参照。

## カーマン・ラインの設定の経緯
フォン・カルマンは、自重を支えるのに十分な揚力を得られるだけの大気がある高度をおよそ100キロメートルと算出した。正確な高度は様々な変動要因により異なるが、工学的に一貫性を持たせるため、フォン・カルマンは100キロメートルを宇宙と地球との境界として定めることを提唱した。このフォン・カルマンの案をFAIが採用したことから、カーマン・ラインは、世界記録や多くの条約で宇宙空間との境界線として使われるようになった。

## 見直し議論
前述したような計算では、科学的には前提の設定次第で100キロメートルでも80キロメートルでも大きな差は無い。
2018年11月にFAIはカーマン・ラインを高度100キロメートルから80キロメートルに見直す可能性があることを発表した。